# Новинский, Ромуальд Доминикович
Ромуа́льд Домини́кович Нови́нский (1862 — после 1906) — инженер-технолог, российский предприниматель.
Родился в в Подольской губернии. Окончил Технологический институт в Санкт-Петербурге. После института служил на сахарных заводах, после этого занялся сельским хозяйством. Владелец кирпичного завода в Киле. Был членом Киевского отдела Императорского русского технического общества и Киевского сельскохозяйственного общества. По политическим убеждениям принадлежал к польской Конституционно-демократической партии, принимал в ней деятельное участие в качестве члена комитета.